# Hadena mulleri
Hadena mulleri là một loài bướm đêm trong họ Noctuidae.